# Адолф Мук
Адолф Мук Леви (Котор, 4. јун 1893 — Херцег Нови, 21. април 1943), револуционар и партијски радник.

## Биографија
Био је члан Политбироа Централног комитета КПЈ. Радио је у партијској организацији у Црној Гори, у граду Котору. У време када КПЈ није имала везу са Југославијом (1936—1938) руководио је организацијом. Друг Леви је у Црној Гори био веома популаран.
Године 1936, у време Велике чистке, Адолф Мук је на састанку ЦК КПЈ критиковао тек окончан први велики монтирани процес у Москви на коме је Јосиф Стаљин осудио на смрт петнаестак својих противника. Тада се усудио да говори како ће „стрељање тих људи нама само шкодити“.
Марта 1937. године, пао је у акцији слања добровољаца у Шпанију, коју је организовао Јосип Броз Тито. Када је француска лађа требало да преузме у Котору 400 југословенских добровољаца и да их превезе у Шпанију, београдска полиција је провалила акцију и Адолф Мук је ухапшен(објављено 20. маја). Режим Краљевине Југославије је Муку на јесен изрекао казну затвора од десет година, једну од највећих коју је добио било који југословенски комуниста. Робију је служио у затвору у Сремској Митровици.
Околности његове смрти нису до краја разјашњене. Према сазнањима до којих је након рата дошла Државна комисија за утврђивање злочина окупатора и њихових помагача, Адолф Мук је 14. априла 1943. године, по наређењу префекта Сказелати, изведен из которског затвора и одведен у Херцег Нови. Тамо је остао до 21. априла 1943, када је аутомобилом одведен на место Дебели Бријег и ту стрељан од карабињера дивизије „Емилија“.